# ブラックアフリカ

先住民の肌の色。サブサハラアフリカの大半に、最も肌の色が黒いネグロイド（黒人）が住む。ただし、北アフリカと南部アフリカ西部の先住民は肌の色が黒くはない。

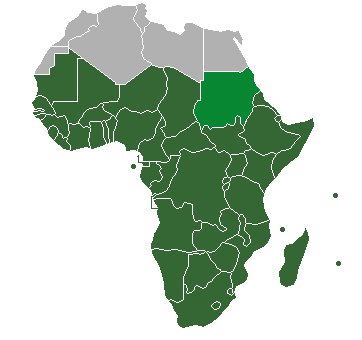
国際連合の定義によるサブサハラ。

ブラックアフリカ (Black Africa) は、アフリカのうちネグロイド（黒人）が主に居住する地域を指す。コーカソイド（白人）が主に住むホワイトアフリカ（北アフリカ）と対比される時に使われるケースも多くある。
サブサハラアフリカ（サハラ以南のアフリカ）の同義語とみなされることもあるが、厳密にはサブサハラ全土で黒人が多数派であるわけではなく、マダガスカル（アジア系モンゴロイドが主体）のような非黒人地域を除外してブラックアフリカと称することもある。

## 暗黒大陸
かつてヨーロッパ人たちはこの地域が自分たちが入ったことのない未開の地と認識し、アフリカを「暗黒大陸」と呼んだ。特に風土病としてマラリアが猛威を振るったサハラ砂漠以南のこの地域は、ヨーロッパ人にはほとんど知られていなかった。この未開の地はデイヴィッド・リヴィングストンによって約30年に渡って探検され、ヨーロッパ人たちにも少しずつ認識されていく。

## 気候
ホワイトアフリカの地中海沿岸部（ブラックアフリカの南アフリカも）が比較的安定した地中海性気候であるのに対し、ブラックアフリカでは乾燥帯と熱帯の地域が多く、雨量の少ない地域が多い。乾燥帯はサハラ砂漠、ナミブ砂漠、カラハリ砂漠などを擁し、熱帯は主に半乾燥地域（サヘル）とサバナ気候からなるが、中央部には熱帯雨林気候も存在し、熱帯雨林の生い茂る場所もある。サバナ気候帯ではサバンナが広がり、多くの野生動物が生息している場所もあり、そのうちの一部はサファリとしてよく知られる。

## 情勢
多くの部族が住み、安定した統治機構の未発達な場所の多いこの地域では、部族・民族間の抗争も頻発しているうえ、貧困が深刻な国も多い。また、マラリアやエボラ出血熱、エイズなどの感染症が蔓延しており、平均寿命が60歳に満たない国が多い。貧困層の大部分は小規模農家であり、灌漑設備を持たない天水農業と少雨量、気候変動などによる不安定な低収量に苦しんでいる。このため、各種国際機関や主要国政府の資金による様々な開発支援プロジェクトが行われており、徐々にではあるが貧困の削減が進んでいる。
現在も治安が良好とは言えない国が存在する一方、経済発展も顕著であり、治安の安定した国も少なくない。

## 産出物
南アフリカ、ボツワナ、シエラレオネなど、ダイヤモンドの産出国が他の大陸よりも多く集まっている。金属資源、レアアース、原油などの生産国も多い。